# Port de Cebu
Le port de Cebu (cebuano : pantalan sa Sugbo) est situé dans la ville de Cebu aux Philippines. Administré par la Cebu Port Authority, il s'agit du second port du pays pour le transport de passagers et de marchandises, après le port de Manille.

## Histoire
Cebu servait déjà de port de marchandise avant la colonisation espagnole, et les colons l'ont utilisé comme port et entrepôt.
Lors la conquête des Philippines par l'empire du Japon en 1942 durant la Seconde Guerre mondiale, le port de Cebu est utilisé pour le ravitaillement des troupes de Douglas MacArthur malgré le blocus naval japonais. Le port, qui était utilisé par l'armée japonaise, a souffert d'intenses bombardements américains lors de la reconquête en 1945,. Le 25 mars 1945, un débarquement américain au sud de Cebu, soutenu par l'aviation et la marine, a pour but de libérer la ville et son port, déjà le second des Philippines ; la ville est prise deux jours plus tard.
Fin des années 1980 et début des années 1990, la ville de Cebu connait une croissance plus importante que les autres villes du pays, ce qui dynamise son commerce extérieur et donc son port.
Dans les années 2010, la densité du trafic rend la navigation difficile dans le détroit de Mactan où se situe le port et les accidents sont fréquents. Le 16 août 2013, une collision entre le ferry MV St. Thomas Aquinas et un cargo entraîne la mort de plus d'un centaine de personnes au large du port.
Le port est relativement épargné par le super-typhon Yolanda qui a dévasté les Visayas en 2013, bien qu'une personne y décède, et Cebu est choisi pour être le principal nœud logistique de l'aide humanitaire.

## Description
Le port de Cebu est situé dans le quartier North Reclamation Area de Cebu. Il se trouve dans le détroit de Mactan, un mince bras de mer qui relie le détroit de Cebu à la mer des Camotes. Sa situation au cœur de l'archipel des Philippines en fait un point de passage important et le principal port domestique du pays. Il dessert une grande partie des Visayas et de Mindanao pour le transport domestique de marchandises et de voyageurs,,.
Le port est constitué de deux zones. La zone internationale s'étend sur 14 ha et environ 500 m de docks. En 2017, un projet d'extension du port à Tayud, un quartier à 8 km au nord de l'actuel port, est approuvé pour le trafic international de containers.
La zone domestique s'étend sur 21 ha, avec environ 4 km de docks, trois terminaux pour passagers, et deux terminaux pour le ferrys entre Cebu et Mactan.

## Statistiques
|      | Tonnage général (millions de tonnes) | Conteneurs (EVP) | Passagers  |
| ---- | ------------------------------------ | ---------------- | ---------- |
| 2018 | 55 915 922                           | 953 739          | 21 963 151 |
| 2019 | 58 992 109                           | 1 013 939        | 22 988 076 |
| 2020 | 53 291 248                           | 877 206          | 6 267 236  |
| 2021 | 61 989 246                           | 914 111          | 5 000 237  |
| 2022 | 66 302 511                           | 937 051          | 14 920 028 |

## Galerie

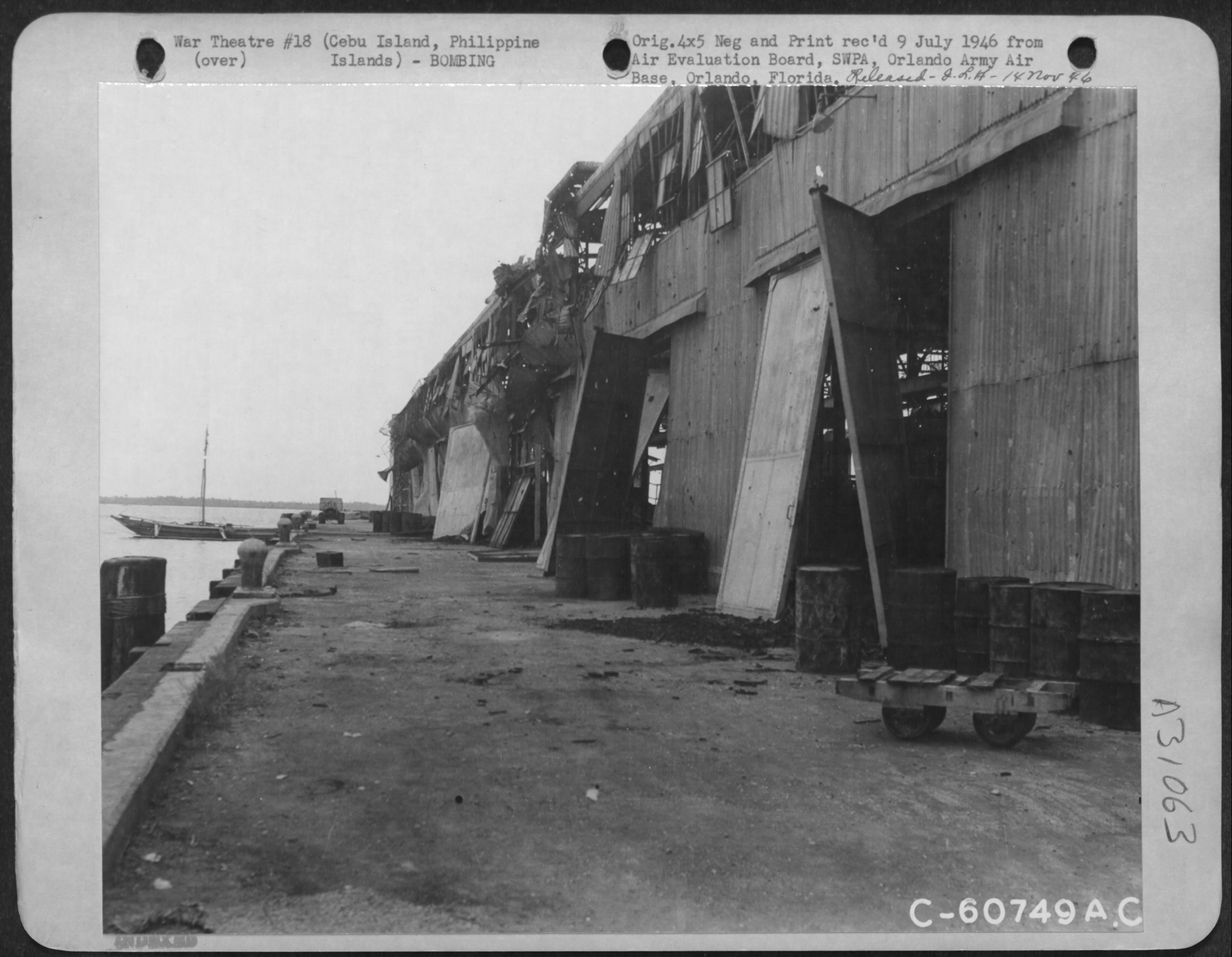
Dégâts après un bombardement lors de la Seconde Guerre mondiale.
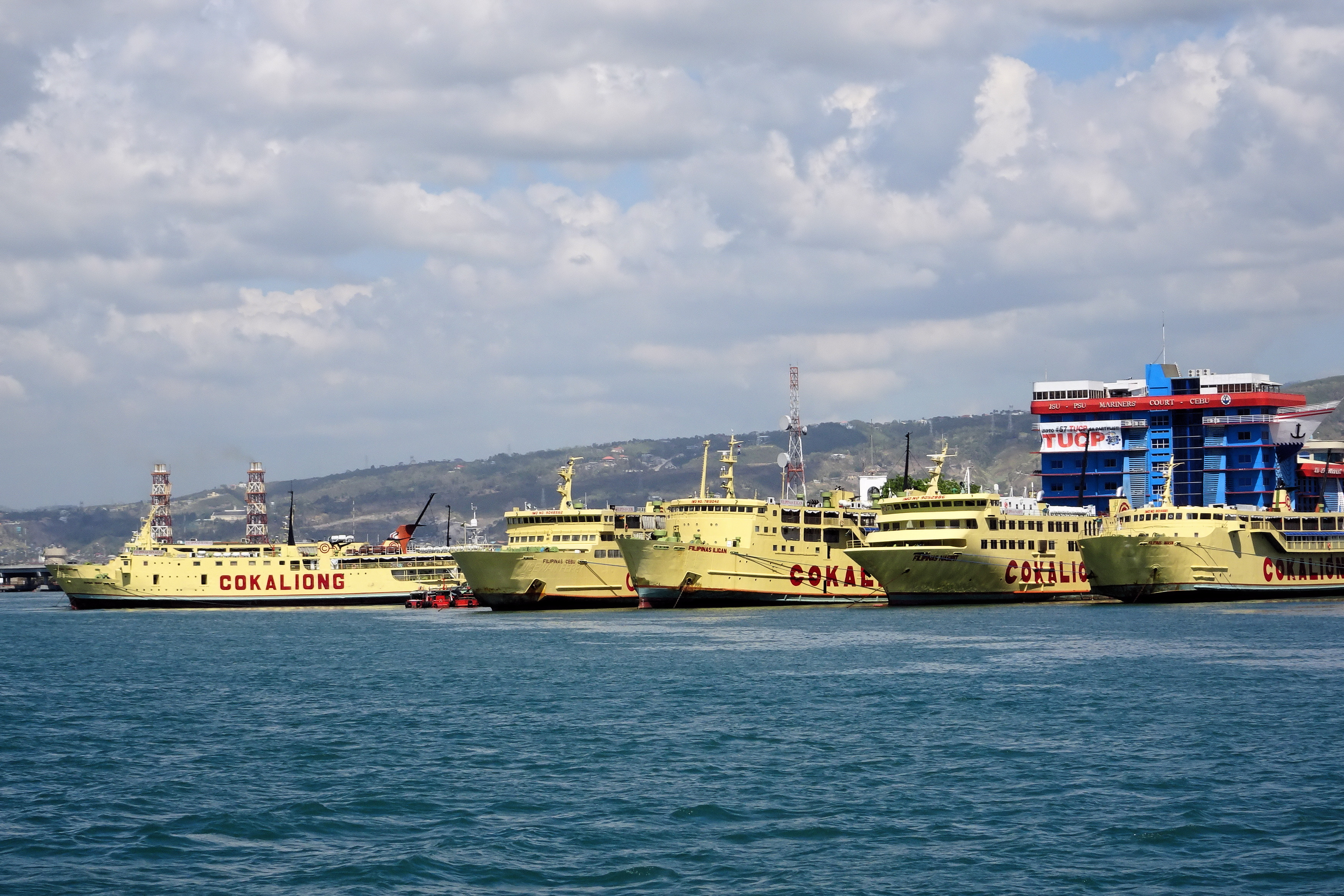
Navires à passagers amarrés au port.
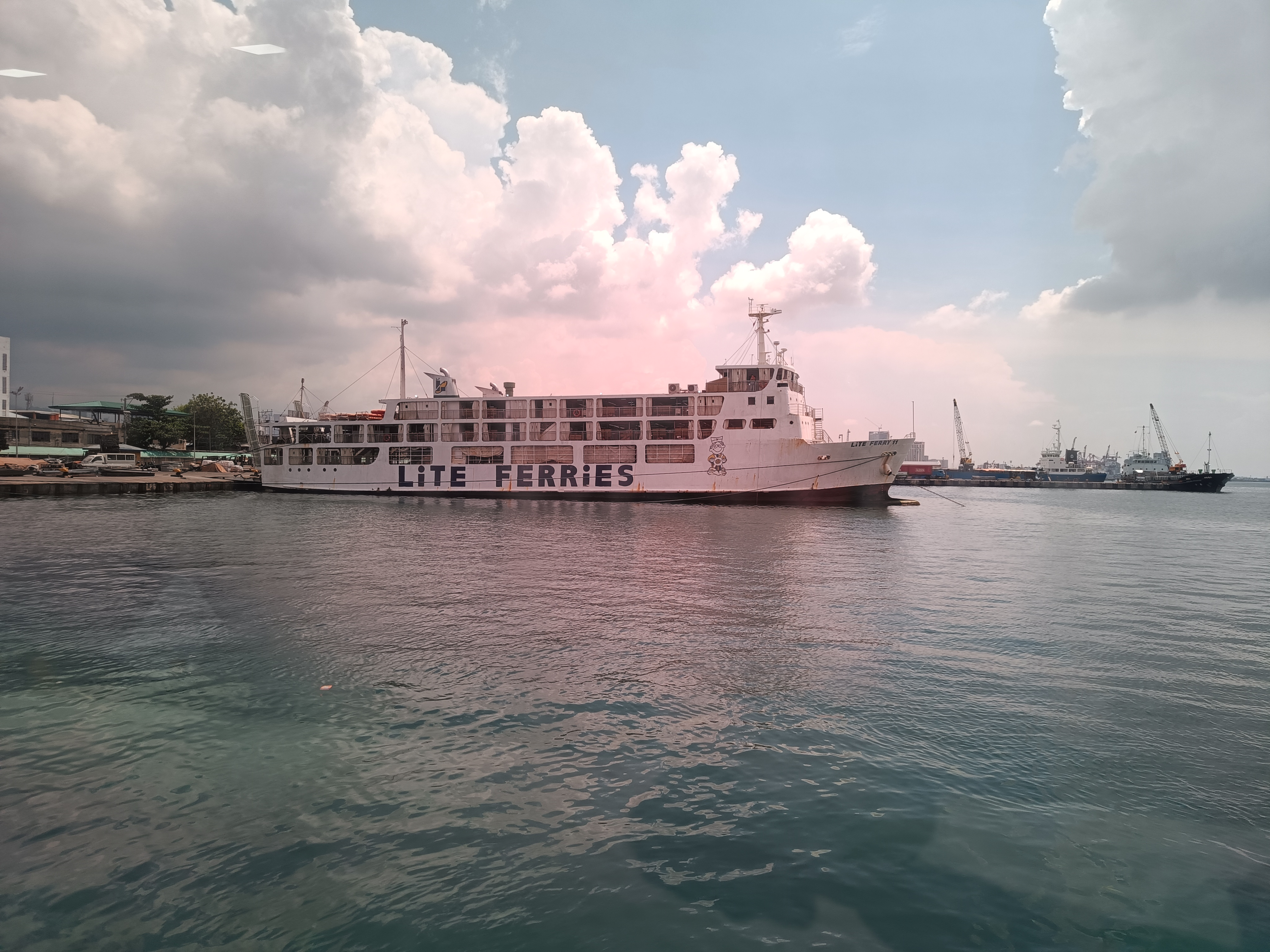
Ferry au port.
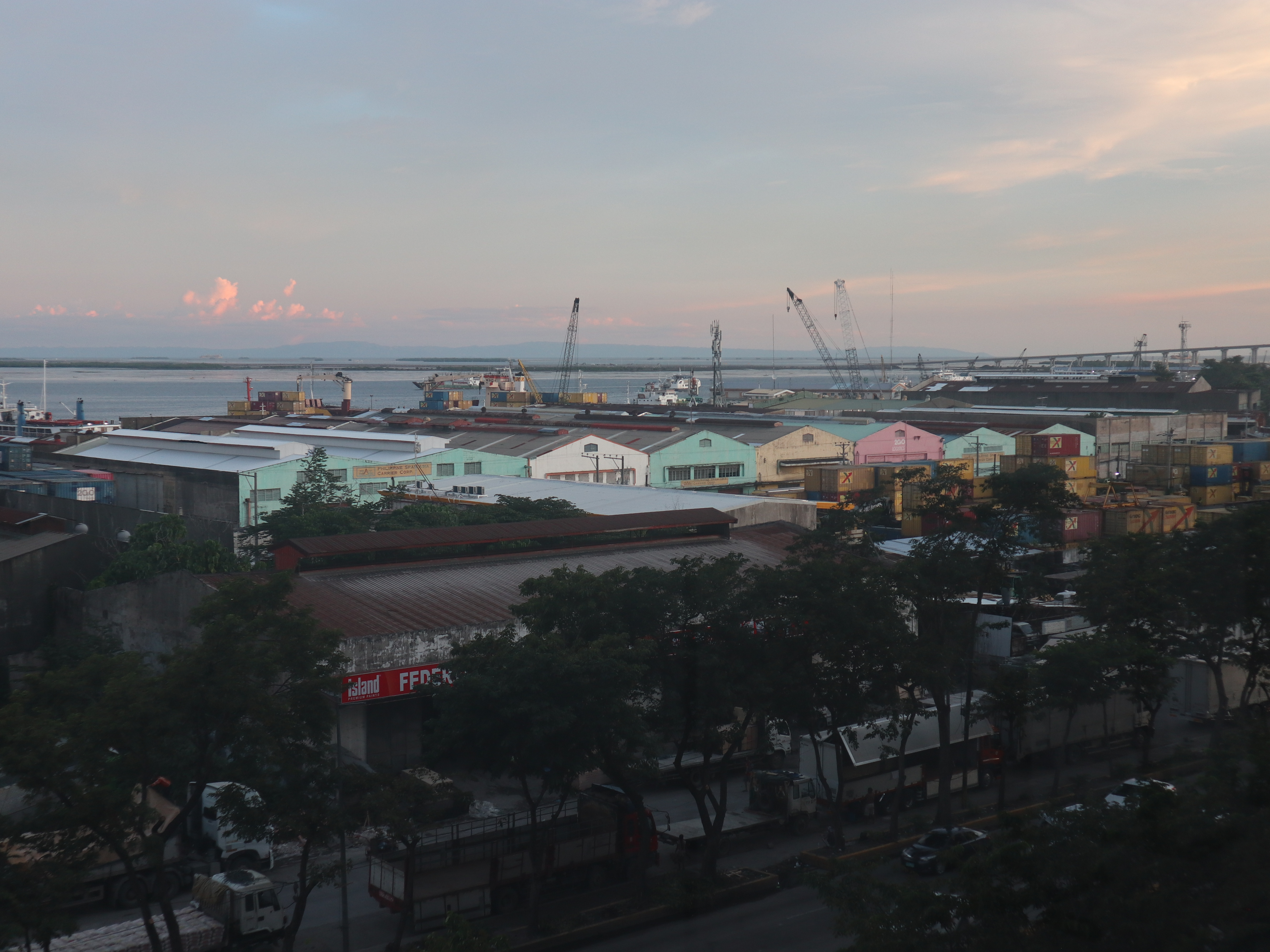
Le port vue depuis la ville.